# 大井镇 (林西县)
大井镇，是中华人民共和国内蒙古自治区赤峰市林西县下辖的一个镇。

## 行政区划
大井镇下辖以下地区：
矿区社区、中兴村、大榆树村、大川村、温都村、大发村、黑山头村、东风村、东方红村和红星村。